# Ironman
Ironman — серия соревнований по триатлону на длинную дистанцию, проводимая Всемирной корпорацией триатлона (WTC). Каждая отдельная гонка серии состоит из трёх этапов, проводимых в следующем порядке без перерывов: заплыва на 2,4 мили (3,86 км), заезда на велосипеде по шоссе на 112 миль (180,25 км) и марафонского забега на 26,2 мили (42,195 км). Триатлон Ironman считается одним из наиболее сложных однодневных соревнований в мире.

## История
Появление гонок Ironman одновременно является фундаментом, на котором вырос весь современный триатлон.
Идея проведения соревнования, состоящего из нескольких спортивных дисциплин, появилась у энтузиастов спорта, Джона Коллинза, служащего на Гавайях коммандером ВМС США, и его жены Джуди, на одном из банкетов после завершения любительского забега в 1977 году. Целью было выяснить, представители какого вида спорта более выносливы. Гонка состоялась 18 февраля 1978 года на гавайском острове Оаху. Стартовало 15 человек, и только 12 добрались до финиша. Победителем и первым в истории удостоенным звания Ironman человеком стал служащий ВМС США Гордон Халлер, его результат — 11 часов, 46 минут, 58 секунд.
В 1979 году, после проведения второго триатлона Ironman, Джон Коллинз получил новое назначение и уехал с Гавайских островов, предварительно передав права на организацию гонки владельцу местного фитнес-клуба Hank Grundman и его жене Valerie Silk.
В 1981 году гоночный маршрут был перенесён на Большой остров, менее населённый и потому больше подходящий для длинного триатлона.
В 1982 году было перенесено время проведения гонки, с февраля на октябрь. Гавайский триатлон Ironman начал стремительно набирать популярность, уже в 1983 году число его участников достигло тысячи.

## Современный Ironman
Гонки Ironman проходят на протяжении всего года в различных точках земного шара. В каждой из них разыгрывается определённое количество мест (слотов), дающих право участвовать в главном старте сезона Чемпионате мира Ironman, который ежегодно проходит на Гавайских островах, в октябре, и в котором разыгрывается звание чемпиона мира Ironman.
Большинство гонок Ironman начинаются в 7 часов утра, участникам даётся 17 часов для завершения всей дистанции (финиш закрывается в полночь). Существуют также временные лимиты (отсечки) на прохождение плавательного этапа (обычно 2 часа 20 минут) и велоэтапа (8 часов 10 минут). Любому участнику, уложившемуся в эти отсечки и закончившему дистанцию до закрытия финиша, навсегда присваивается неофициальное звание «Железного человека». Спортсмены мировой элиты проходят Ironman примерно за 8 часов, в зависимости от сложности трассы и погодных условий.
Формат гонки Ironman также называется гонкой на «железной» дистанции. В связи с растущей популярностью в последние годы триатлона вообще и гонок Ironman в частности, в мире проводится множество соревнований формата Ironman, однако не имеющих отношения к WTC. Такие гонки не имеют права использовать слово Ironman в своём названии, однако среди них есть весьма популярные старты, считающиеся престижными и привлекающие внимание профессиональных спортсменов. Примерами таких соревнований служат Challenge Roth и Norseman triathlon.

## Чемпионат мира Ironman
Чемпионат мира Ironman проходит ежегодно на острове Каилуа-Кона (Гавайи, США). Последний чемпионат мира прошёл 13 октября 2018. Чемпионами стали Патрик Ланге ( Германия) с рекордом трассы - 7:52:39 и Даниэла Риф ( Швейцария) со временем 8:08:21. Предыдущиe рекорды трассы были установлены ими же 14 октября 2017 года: 8:01:40 в мужском первенстве и 8:50:47 в женском.

## Места проведения соревнований
В нижеследующей таблице указаны все триатлонные соревнования на «железной» дистанции, проводимые WTC под брендом Ironman в 2016 году. В столбце «год основания» указывается первый год, когда гонка прошла именно под брендом Ironman под эгидой WTC (некоторые гонки проводились и ранее, на той же дистанции и по той же трассе, но под другим названием и с другими организаторами). Каждый год в календарь Ironman вносятся изменения. Всемирная корпорация триатлона учреждает новые гонки, либо покупает успешные старты у других компаний, а также по разным причинам закрывает некоторые существующие гонки Ironman.
| Название                   | Место проведения              | Страна               | Дата проведения  | Год основания | Количество слотов на ЧМ для любителей |
| -------------------------- | ----------------------------- | -------------------- | ---------------- | ------------- | ------------------------------------- |
| Ironman Arizona            | Темпе, Аризона                | США                  | 20 ноября 2016   | 2005          | 40                                    |
| Ironman Australia          | Порт-Маккуори                 | Австралия            | 1 мая 2016       | 2006          | 55                                    |
| Ironman Austria            | Клагенфурт                    | Австрия              | 26 июня 2016     | 1998          | 40                                    |
| Ironman Barcelona          | Калелья                       | Испания              | 2 октября 2016   | 2014          | 40                                    |
| Ironman Boulder            | Боулдер, Колорадо             | США                  | 7 августа 2016   | 2014          | 40                                    |
| Ironman Brasil             | Флорианополис                 | Бразилия             | 29 мая 2016      | 2001          | 75                                    |
| Ironman Cairns             | Кэрнс                         | Австралия            | 12 июня 2016     | 2012          | 75                                    |
| Ironman Canada             | Уистлер                       | Канада               | 24 июля 2016     | 2013          | 40                                    |
| Ironman Chattanooga        | Чаттануга, Теннесси           | США                  | 25 сентября 2016 | 2014          | 40                                    |
| Ironman Coeur d’Alene      | Кер-д’Ален, Айдахо            | США                  | 21 августа 2016  | 2003          | 65                                    |
| Ironman Copenhagen         | Копенгаген                    | Дания                | 21 августа 2016  | 2013          | 40                                    |
| Ironman Cozumel            | Косумель                      | Мексика              | 27 ноября 2016   | 2009          | 40                                    |
| Ironman Florida            | Панама-Сити, Флорида          | США                  | 5 ноября 2016    | 1999          | 40                                    |
| Ironman Fortaleza          | Форталеза                     | Бразилия             | 20 ноября 2016   | 2014          | 40                                    |
| Ironman France             | Ницца                         | Франция              | 5 июня 2016      | 2005          | 40                                    |
| Ironman Germany            | Франкфурт-на-Майне            | Германия             | 3 июля 2016      | 2002          | 75                                    |
| Ironman Hawaii             | Каилуа-Кона, Гавайи           | США                  | 8 октября 2016   | 1978          | 26                                    |
| Ironman Kalmar             | Кальмар                       | Швеция               | 20 августа 2016  | 2012          | 40                                    |
| Ironman Lake Placid        | Лейк-Плэсид, Нью-Йорк         | США                  | 24 июля 2016     | 1999          | 40                                    |
| Ironman Lanzarote          | Лансароте                     | Испания              | 21 мая 2016      | 1992          | 40                                    |
| Ironman Los Cabos          | Лос-Кабос                     | Мексика              | 30 октября 2016  | 2013          | 40                                    |
| Ironman Louisville         | Луисвилл, Кентукки            | США                  | 9 октября 2016   | 2007          | 40                                    |
| Ironman Maastricht-Limburg | Маастрихт                     | Нидерланды           | 31 июля 2016     | 2015          | 40                                    |
| Ironman Malaysia           | Лангкави                      | Малайзия             | 12 ноября 2016   | 2001          | 40                                    |
| Ironman Mallorca           | Алькудия                      | Испания              | 24 сентября 2016 | 2014          | 40                                    |
| Ironman Maryland           | Кембридж, Мэриленд            | США                  | 1 октября 2016   | 2014          | 40                                    |
| Ironman Mont-Tremblant     | Мон-Тремблан                  | Канада               | 21 августа 2016  | 2012          | 40                                    |
| Ironman New Zealand        | Таупо                         | Новая Зеландия       | 5 марта 2015     | 1999          | 55                                    |
| Ironman North Carolina     | Уилмингтон, Северная Каролина | США                  | 22 октября 2016  | 2016          | 30                                    |
| Ironman South Africa       | Порт-Элизабет                 | ЮАР                  | 10 апреля 2016   | 2004          | 75                                    |
| Ironman Switzerland        | Цюрих                         | Швейцария            | 24 июля 2016     | 1996          | 65                                    |
| Ironman Taiwan             | Пэнху                         | Китайская Республика | 2 октября 2016   | 2015          | 25                                    |
| Ironman Texas              | Те-Вудлендс, Техас            | США                  | 14 мая 2016      | 2011          | 75                                    |
| Ironman UK                 | Болтон                        | Великобритания       | 17 июля 2016     | 2008          | 40                                    |
| Ironman Vichy              | Виши                          | Франция              | 28 августа 2016  | 2015          | 40                                    |
| Ironman Vineman            | Уиндзор, Калифорния           | США                  | 30 июля 2016     | 2016          | 40                                    |
| Ironman Wales              | Тенби                         | Великобритания       | 18 сентября 2016 | 2011          | 40                                    |
| Ironman Western Australia  | Басселтон                     | Австралия            | 4 декабря 2016   | 2004          | 40                                    |
| Ironman Weymouth           | Дорсет                        | Великобритания       | 11 сентября 2016 | 2016          | 30                                    |
| Ironman Wisconsin          | Мадисон, Висконсин            | США                  | 11 сентября 2016 | 2002          | 40                                    |

| Чемпионат мира Ironman | Чемпионат Европы Ironman | Чемпионат Африки Ironman | Чемпионат Северной Америки Ironman | Чемпионат Южной Америки Ironman | Чемпионат Азиатско-Тихоокеанского региона Ironman |

## Ironman 70.3
Гонки серии Ironman 70.3 начали проводиться в 2005 году. Более короткая дистанция, составляющая половину Ironman: заплыв на 1.2 мили (1.9 км), велогонка на 56 миль (90 км) и бег на 13.1 мили (21.1 км). Известны как Half Ironman, "половина железной дистанции". Проводятся в различных частях мира.